# Борис Михайлович
Борис Михайлович (д/н — бл. 1263) — князь московський у 1248—1263 роках.

## Життєпис
Син Михайла Ярославича, великого князя Володимирського. відомостей про нього обмаль. Був доволі дорослим у 1248 році, коли загинув батька. Московське князівство увійшло до складу великого князівство Володимирського, правитель якого Андрій Ярославич передав його Борисові, своєму небожеві. Тому тривалий час підтримував Андрія, але під час конфлікту того з братом Олександром Ярославичем перейшов на бік останнього.
Помер Борис 1263 року, не маючи спадкоємців. Його князівство перейшло до небіжа Данила.